# チャンピオンシップ・サッカー・スタジアム
チャンピオンシップ・サッカー・スタジアム（英語: Championship Soccer Stadium）は、アーバインの オレンジ カウンティ グレート パーク にある 5,500 席の サッカー専用スタジアム です。このスタジアムは、クラブが郡内のさまざまなスタジアムに移転して存在を開始した後、第 2 層の USL チャンピオンシップ リーグの オレンジ カウンティ SC の恒久的な本拠地となっています。チャンピオンシップ サッカー スタジアムはアーバイン市が所有し、グレート パークが運営しています。

## スタジアムの歴史
建設工事が完了した後、スタジアムは2017年8月5日に収容人数を2,506人に減らして一般公開され、オープニングセレモニーにはランドン・ドノバンやエイミー・ロドリゲスなどの地元サッカーの伝説的選手や、オレンジカウンティの高校のオールスターによるサッカーの試合が含まれた.
敷地の建設が完了した後、スタジアムは2017年8月5日に収容人数を2,506人に減らして一般公開され、オレンジ郡の高校オールスターによるサッカーの試合が行われました。
2022年、MLS ネクストプロクラブロサンゼルス・ギャラクシーII（ロサンゼルス・ギャラクシーのリザーブチーム）は、2023年シーズンからスタジアムを本拠地として使用するためにアーバイン市と協議に入った。漏洩した提案には、オレンジカウンティSCに本拠地のないスタジアムを与える独占契約が含まれていたため、クラブやその他の関係者から抗議が起きた。 結局、状況はオレンジカウンティSCに有利に終わり、クラブは2023年10月にアーバイン市と新たなスタジアムリース契約を結び、2033年までの10年間の契約を結んだ。

## 交通
スタジアムへは アーバイン交通センター から 公共交通機関 でアクセスできます。アーバイン交通センターはオレンジ カウンティ グレート パークの南西の角にあり、スタジアムから徒歩圏内です。駅からは、アムトラックとメトロリンクの両方の列車にアクセスできます。また、アーバイン市と郡の両方が提供するバスサービスも利用できます。

## ギャラリー

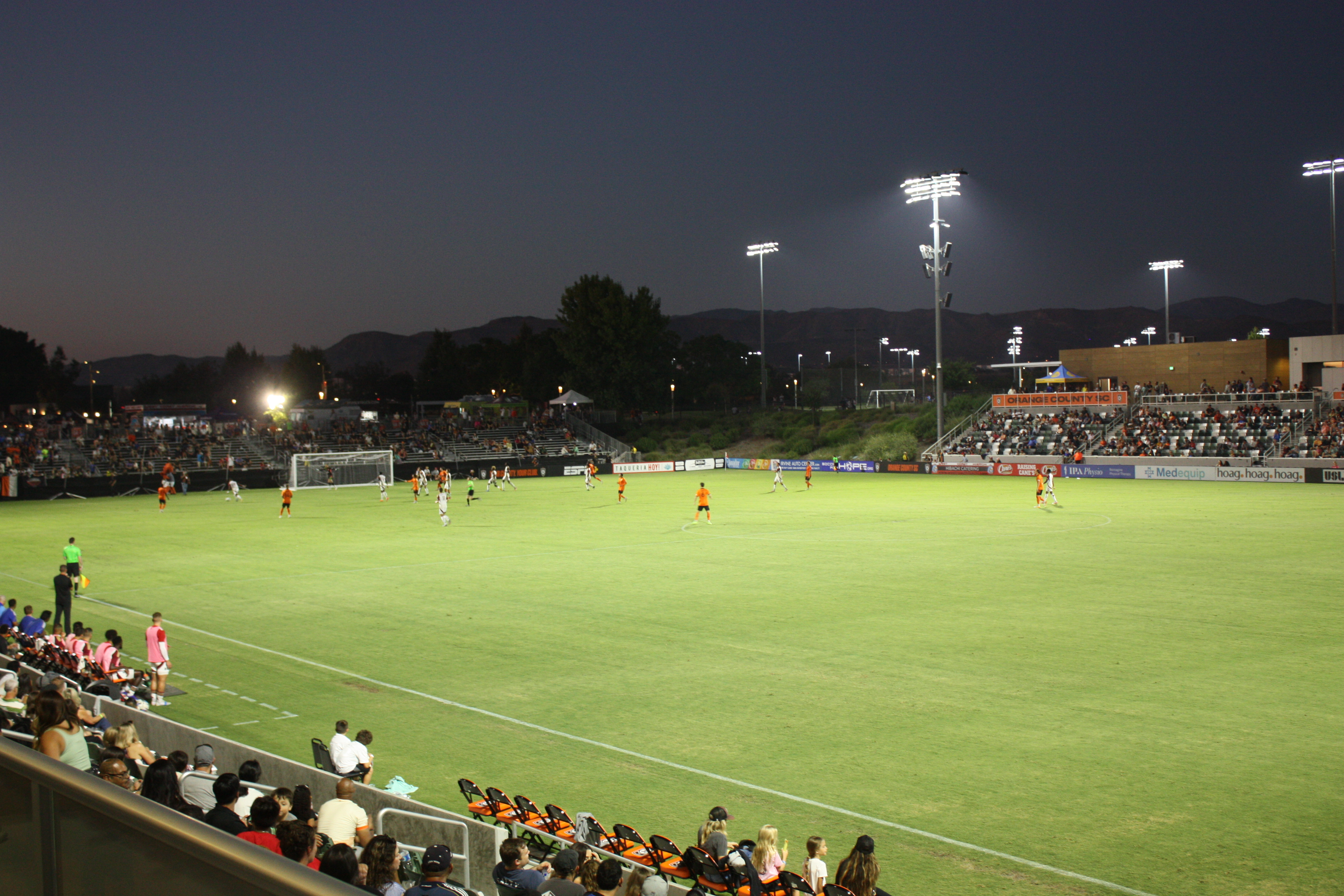
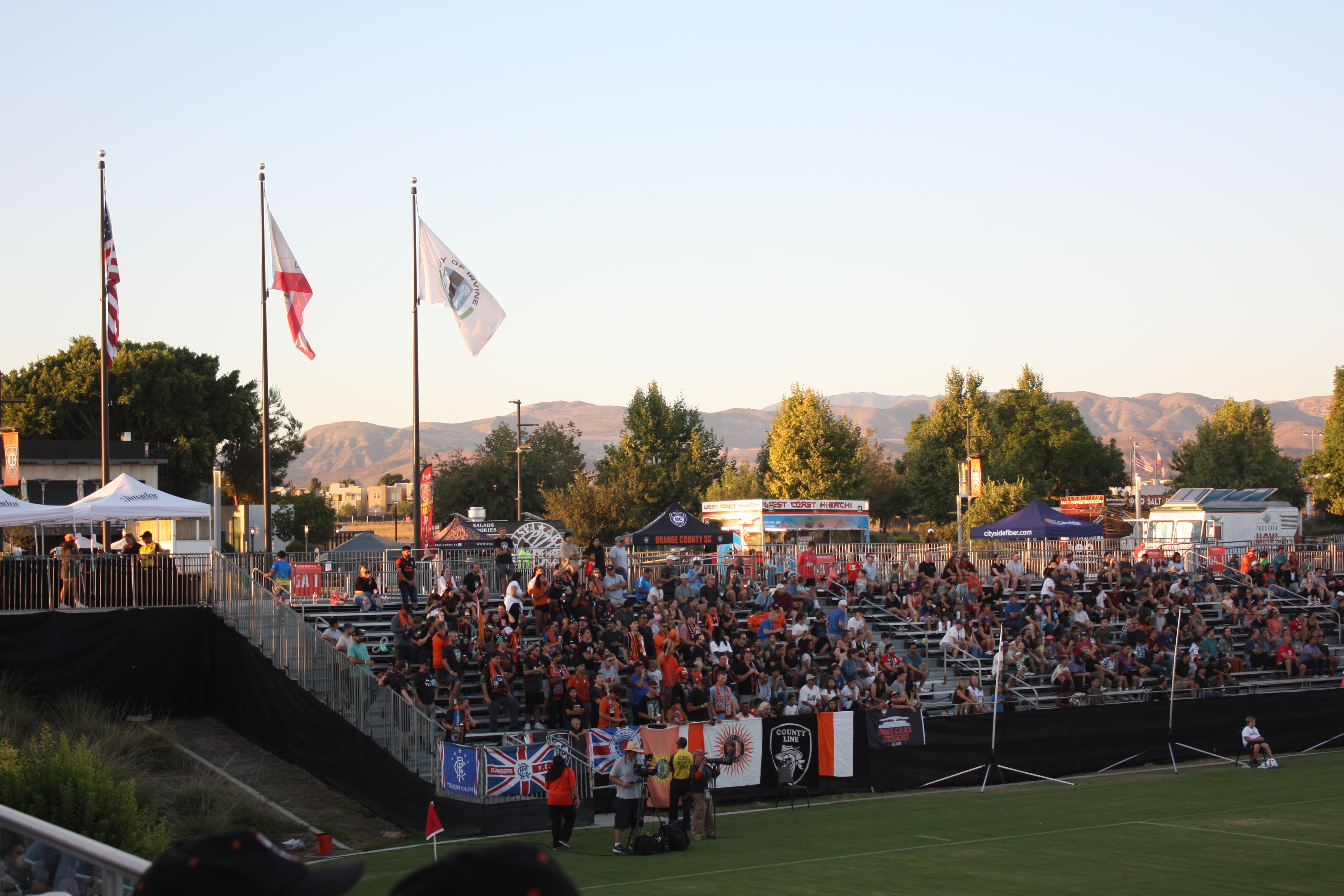
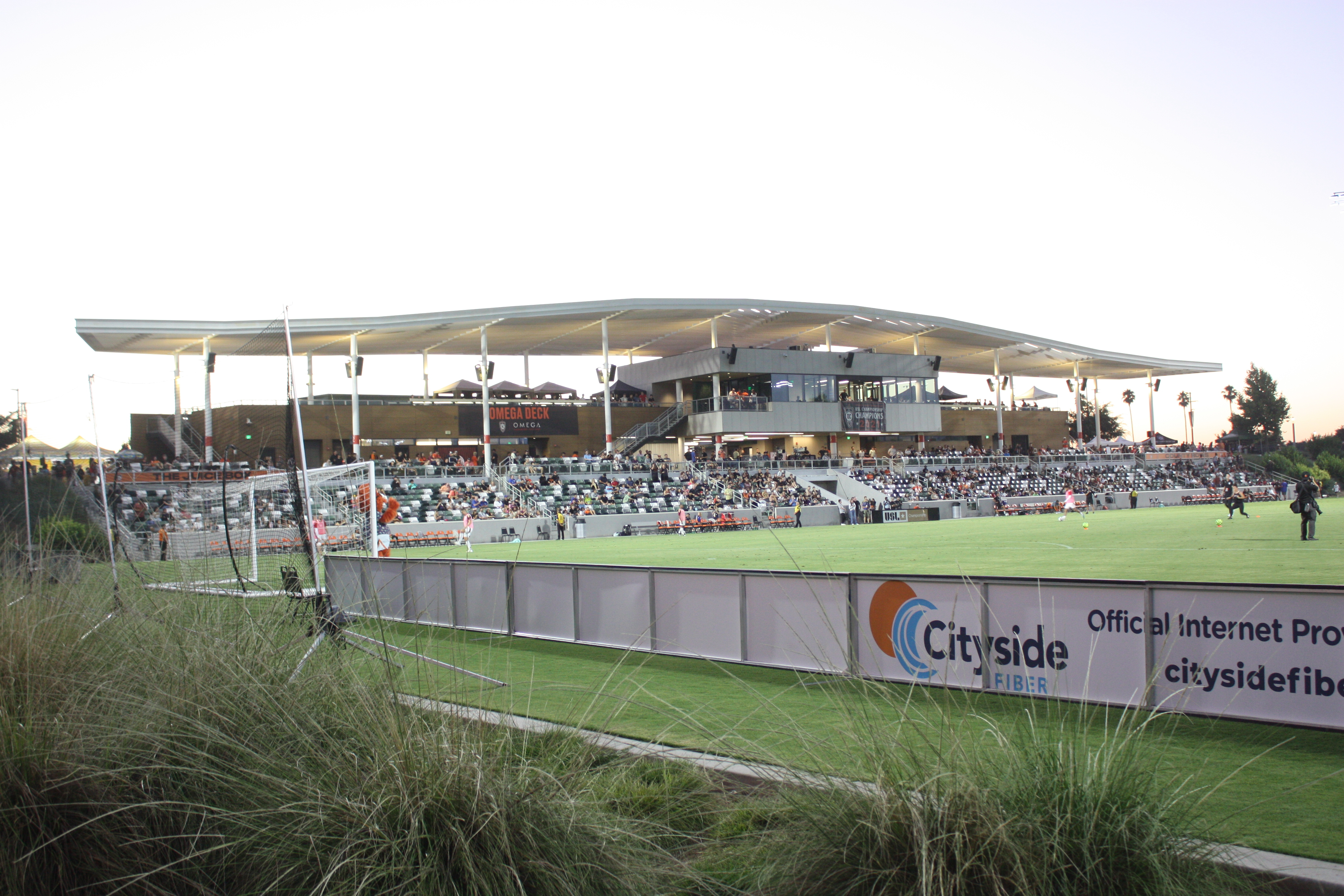